# Drujbivka, Ivanivka
Drujbivka (în ucraineană Дружбівка) este o comună în raionul Ivanivka, regiunea Herson, Ucraina, formată numai din satul de reședință.

## Demografie
Componența lingvistică a comunei Drujbivka
     Ucraineană (90,81%)
     Rusă (8,42%)
     Alte limbi (0,15%)
Conform recensământului din 2001, majoritatea populației comunei Drujbivka era vorbitoare de ucraineană (90,81%), existând în minoritate și vorbitori de rusă (8,42%).